# Gyokuro
Gyokuro (玉露) är ett te som delvis odlas i skugga (cirka 20 dagar, jämför med kabusecha som bara skuggas i drygt en vecka) och görs på utvalda tencha-teer. Det anses allmänt tillhöra den finaste klassen av te i Japan. Namnet gyokuro, som betyder "jadedagg", sägs syfta på den bleka gröna färg teet får.

## Effekten av skuggning
Som ovan nämnt skuggas gyokuro i cirka 20 dagar. Den effekt detta har på teet tros vara att det höjer halten av aminosyror (teanin) och koffein, samtidigt som halten av catechin (en antioxidant som gör teet bittrert) minskar. Detta leder till en form av söthet man sällan finner hos andra teer.

## Källförteckning
1. ↑  ”Illustrated explanation of the process for producing gyokuro tea”. Arkiverad från originalet den 25 april 2018. https://web.archive.org/web/20180425233636/http://www.ippodo-tea.co.jp/en/tea/gyokuro_03.html. Läst 24 november 2010.
2. ↑  ”About the effects of the shading process, and the components of this tea compared to others”. Arkiverad från originalet den 23 december 2015. https://web.archive.org/web/20151223084441/http://www.ippodo-tea.co.jp/en/tea/gyokuro_02.html. Läst 24 november 2010.